# Rußseeschwalbe
Die Rußseeschwalbe (Onychoprion fuscatus) ist ein Seevogel aus der Familie der Seeschwalben. Früher wurde die Art in die Gattung Sterna gestellt.

## Merkmale
Die Rußseeschwalbe ist eine große Seeschwalbe, die eine ähnliche Größe wie die Brandseeschwalbe (Sterna sandvicensis) erreicht. Sie hat eine Länge von 33 bis 36 Zentimeter und eine Spannweite von 82 bis 94 Zentimeter. Die Flügel und der tief gegabelte Schwanz sind lang. Die Oberseite ist grau und die Unterseite weiß. Schnabel und Beine sind schwarz. Junge Rußseeschwalben sind an Ober- und Unterseite fahlgrau. Ihr Ruf ist ein lautes, durchdringendes ker-wack-a-wack oder kvaark.
Es gibt zwei ähnliche Rassen: O. f. fuscatus von der Karibik, dem Atlantik und Westafrika hat eine weiße Unterseite, während O. f. nubilosus, die vom Roten Meer bis ins südöstliche Asien brütet, eine gräuliche Tönung am Bauch und an den Unterflügeldecken aufweist.
Die Rußseeschwalbe ist kaum mit anderen Seeschwalbenarten zu verwechseln, außer mit der kleineren Zügelseeschwalbe. Der Rücken ist ähnlich gefärbt, aber dunkler. Des Weiteren hat sie eine breitere weiße Stirn und keinen hellen Kragen.

Verbreitungsgebiet der Rußseeschwalbe

## Verbreitung und Lebensraum
Sie ist ein Vogel der tropischen Meere, der auf Inseln überall in der Äquatorzone brütet. Die Art ist ein Zugvogel und überwintert weitgehend über den tropischen Meeren. Die Rußseeschwalbe ist ein extrem seltener Gast in Westeuropa. So gab es im Juli 2005 eine Sichtung in der Cemlyn Bay, Wales.

## Lebensweise
Rußseeschwalben brüten in Kolonien auf Fels- oder Koralleninseln, wie beispielsweise auf Ascension und den Seychellen. Sie nisten auf dem ausgeschabten Boden oder in Mulden und legen ein bis drei Eier. Die Rußseeschwalbe ernährt sich von Fischen, die sie an der Meeresoberfläche fängt. Sie ist dabei in großen Schwärmen zu beobachten. Abgesehen von der Brutzeit kann sie zwischen drei und zehn Jahren über dem Meer verbringen.

## Bilder

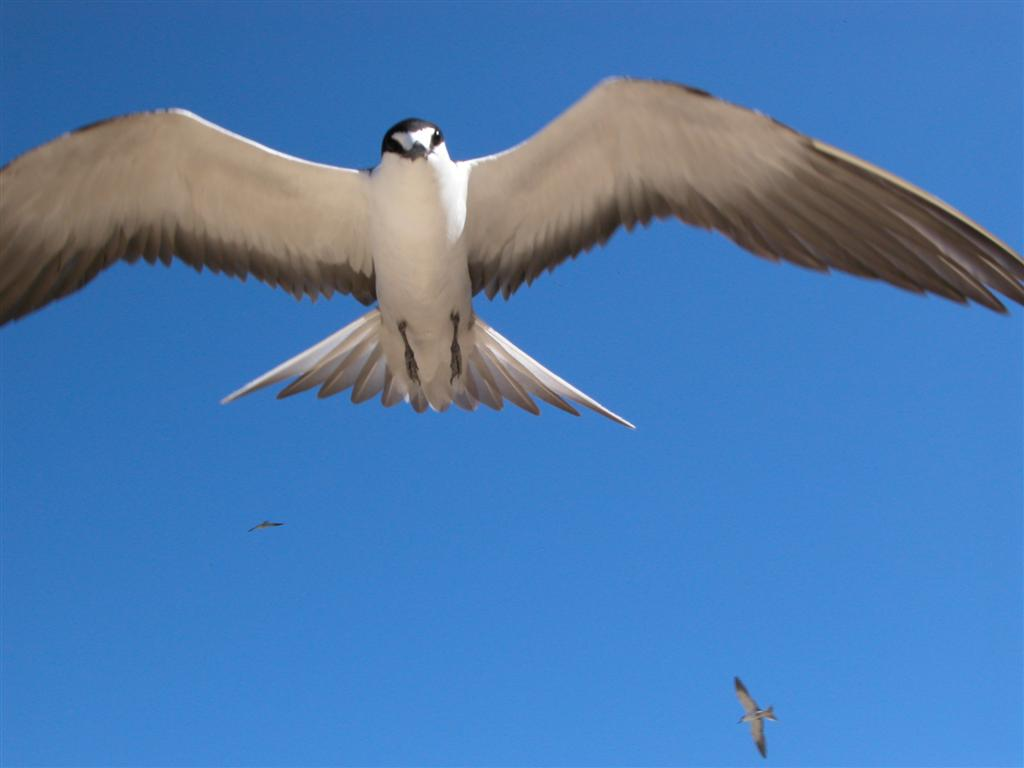
Unterschwingen
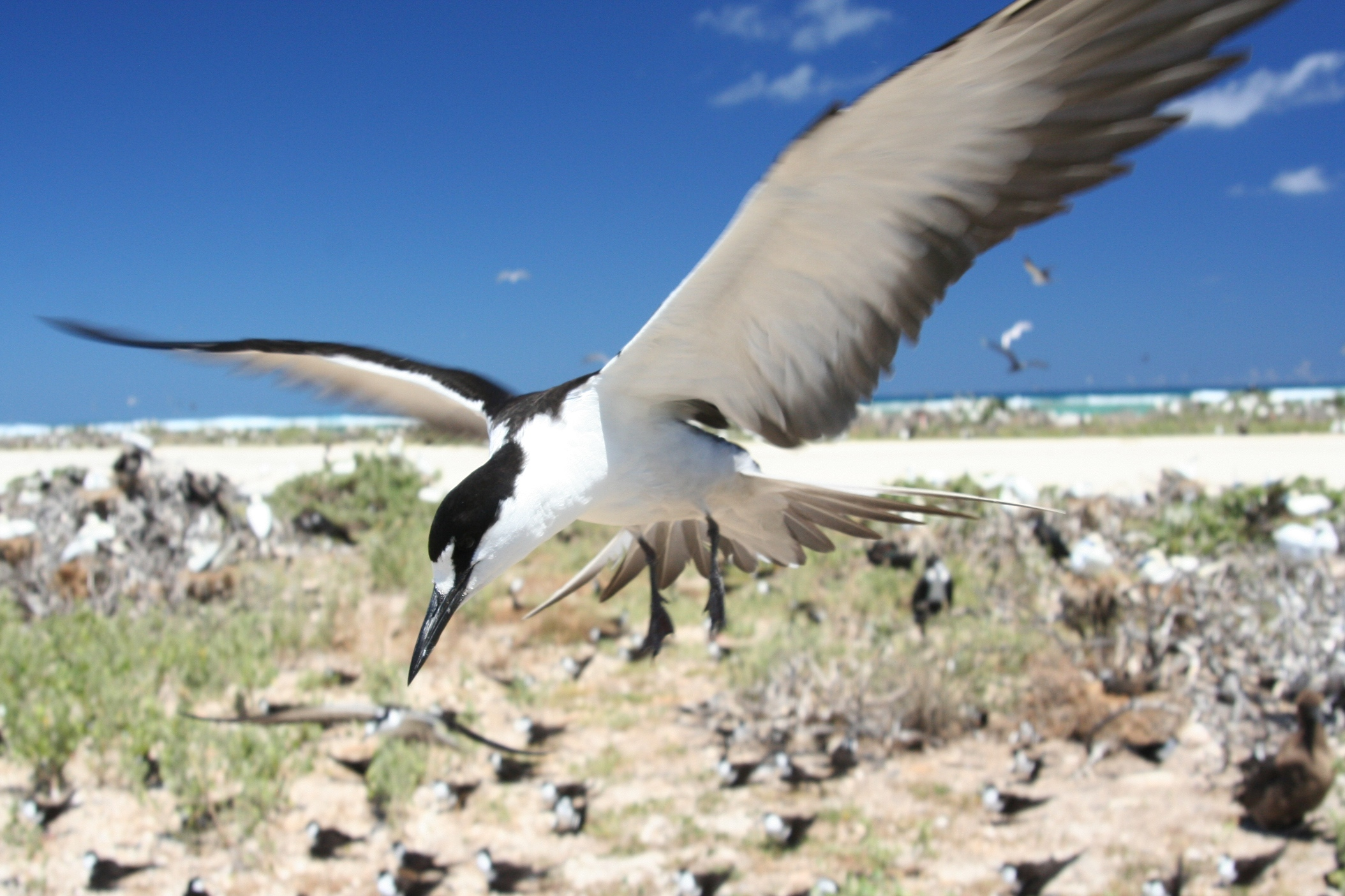
Brutkolonie
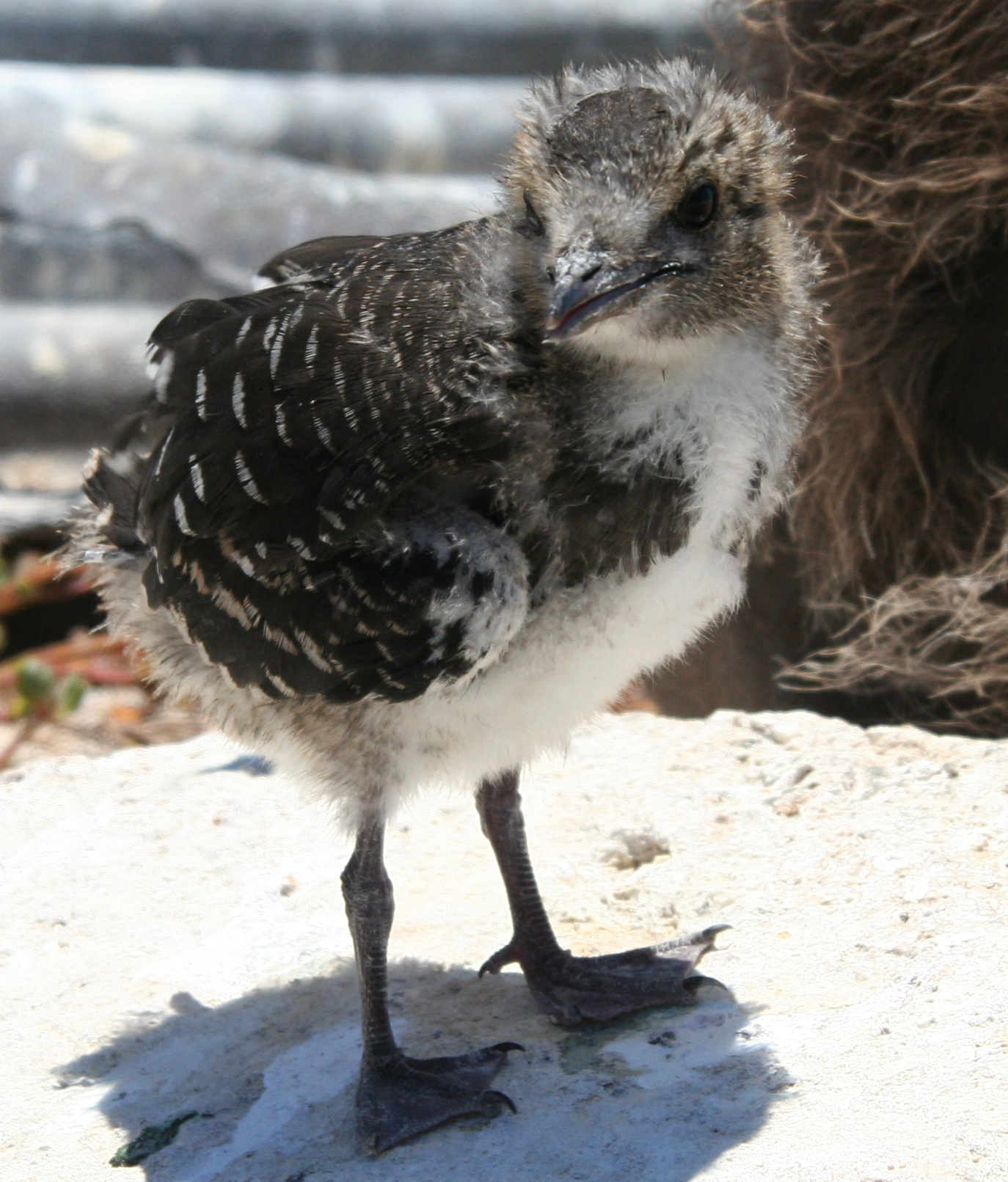
Küken
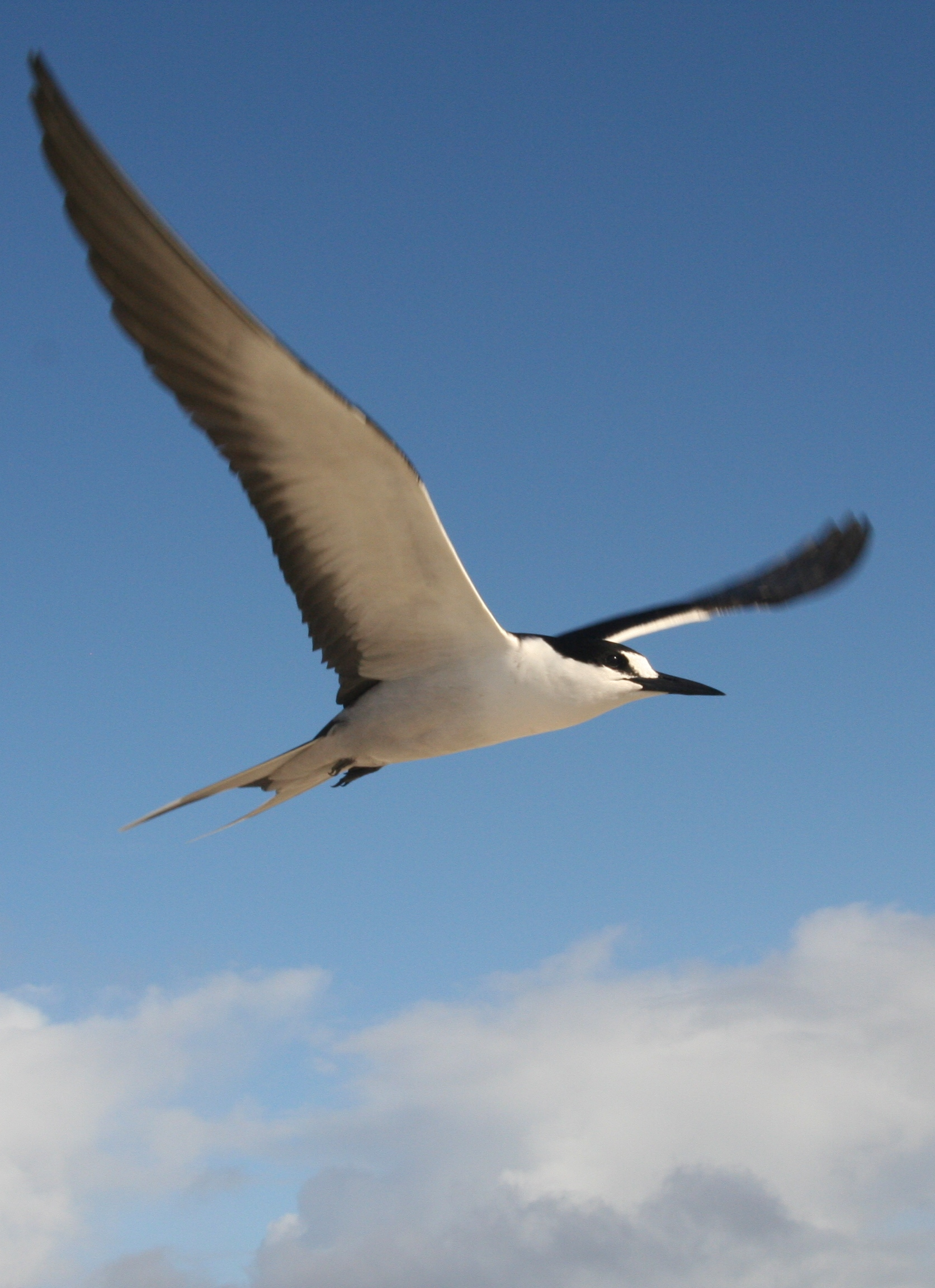
Im Flug
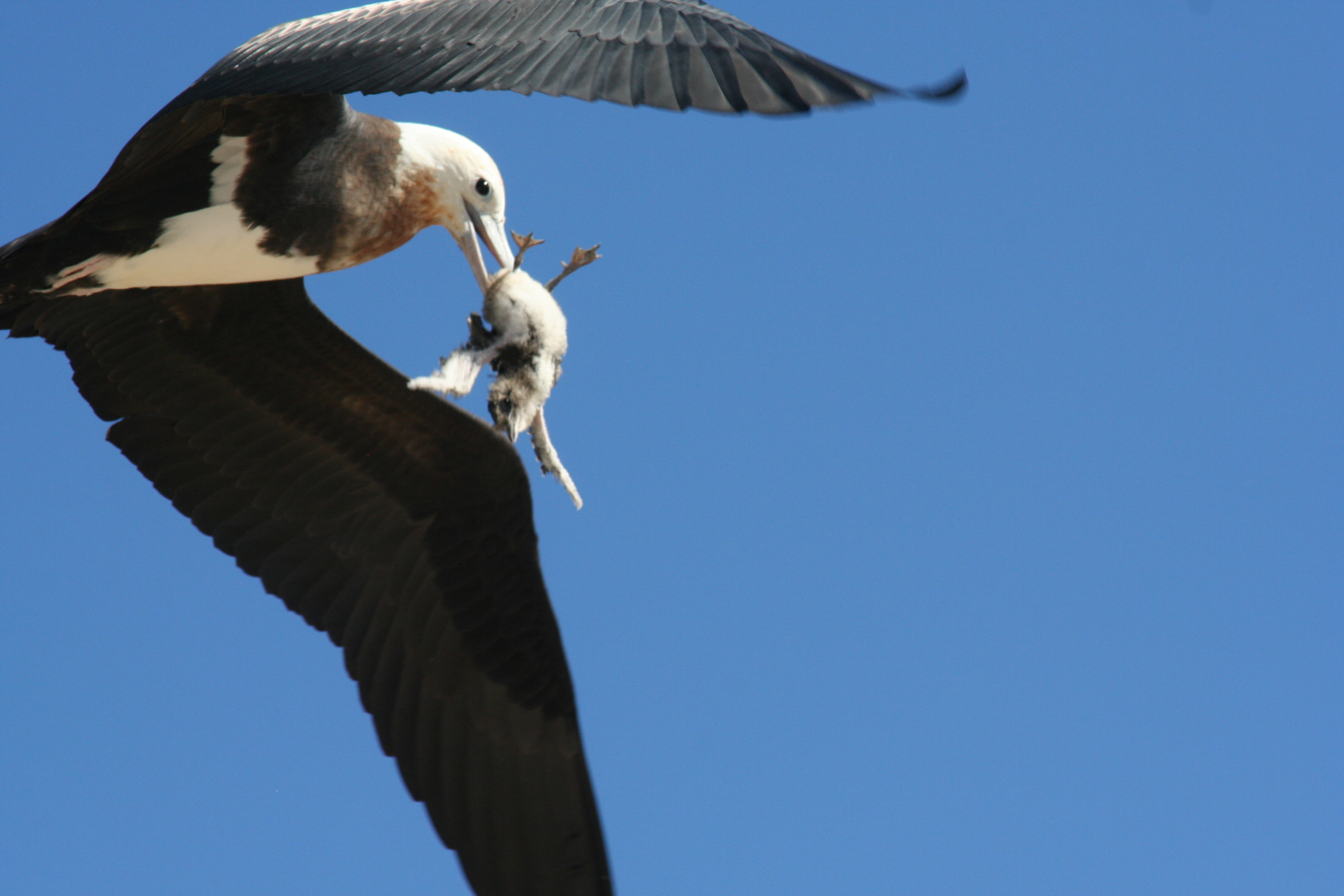
Bindenfregattvogel mit einem erbeuteten Rußseeschwalbenküken
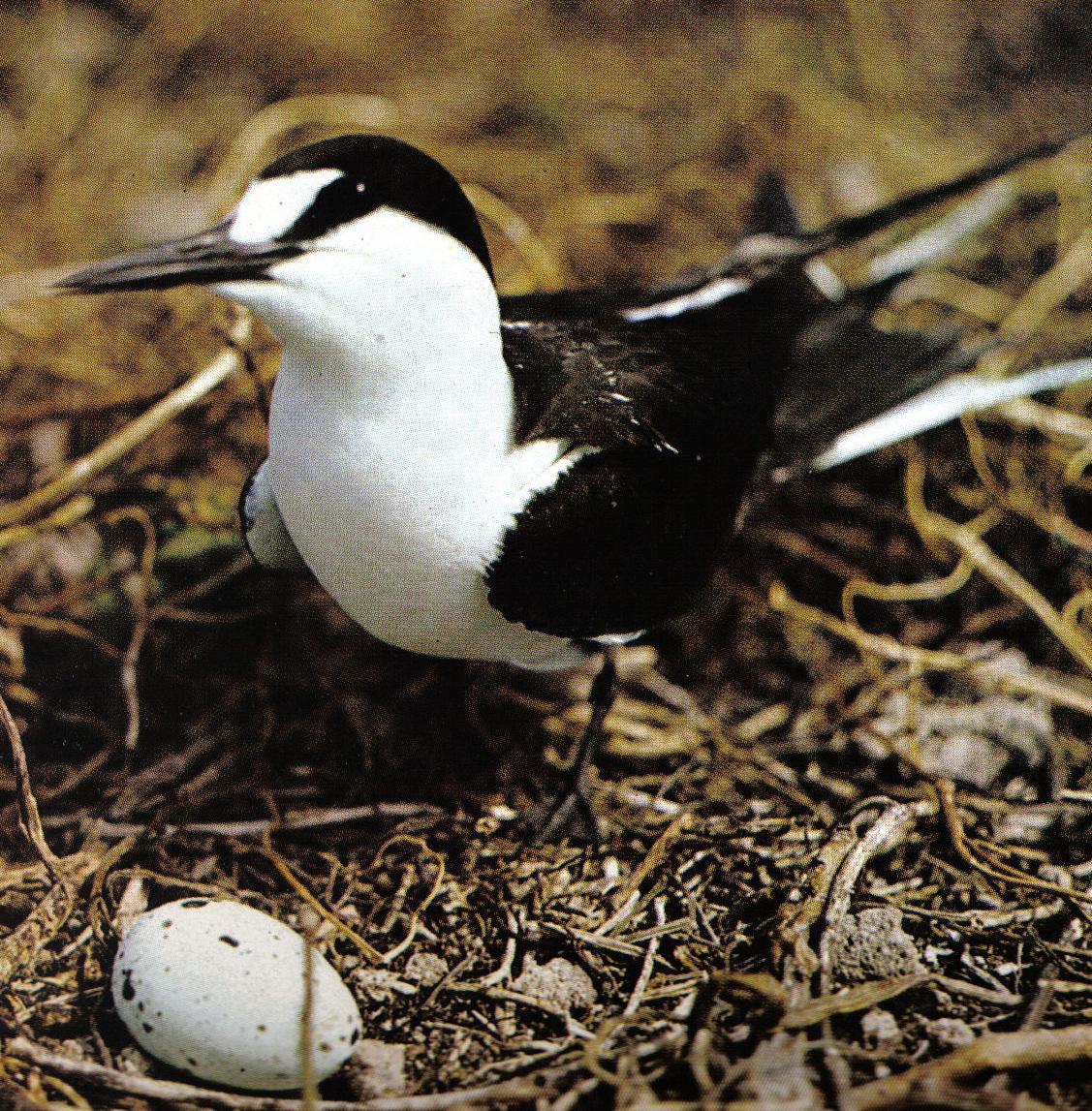
Rußseeschwalbe und ihr Nest
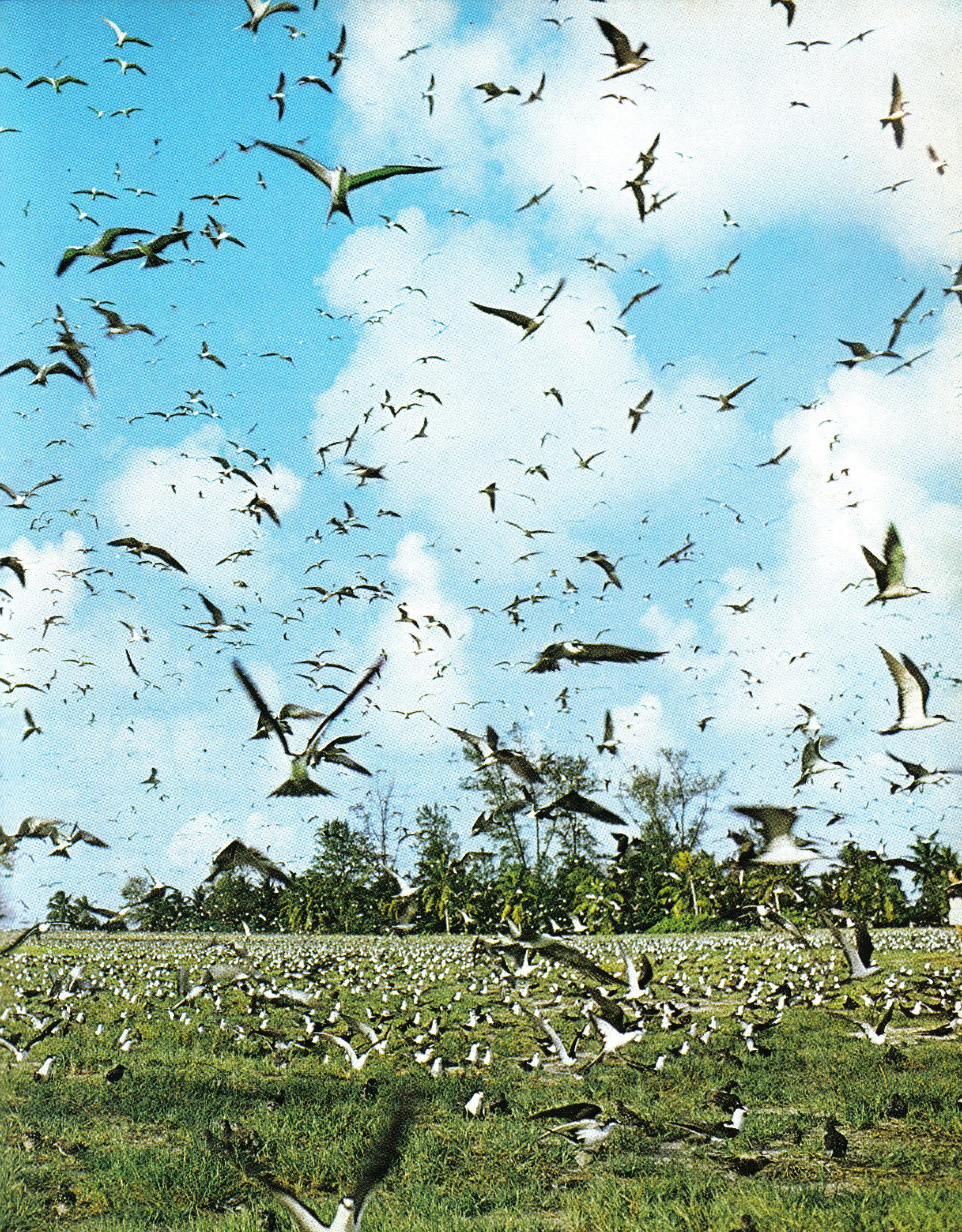
Ein Schwarm Rußseeschwalben
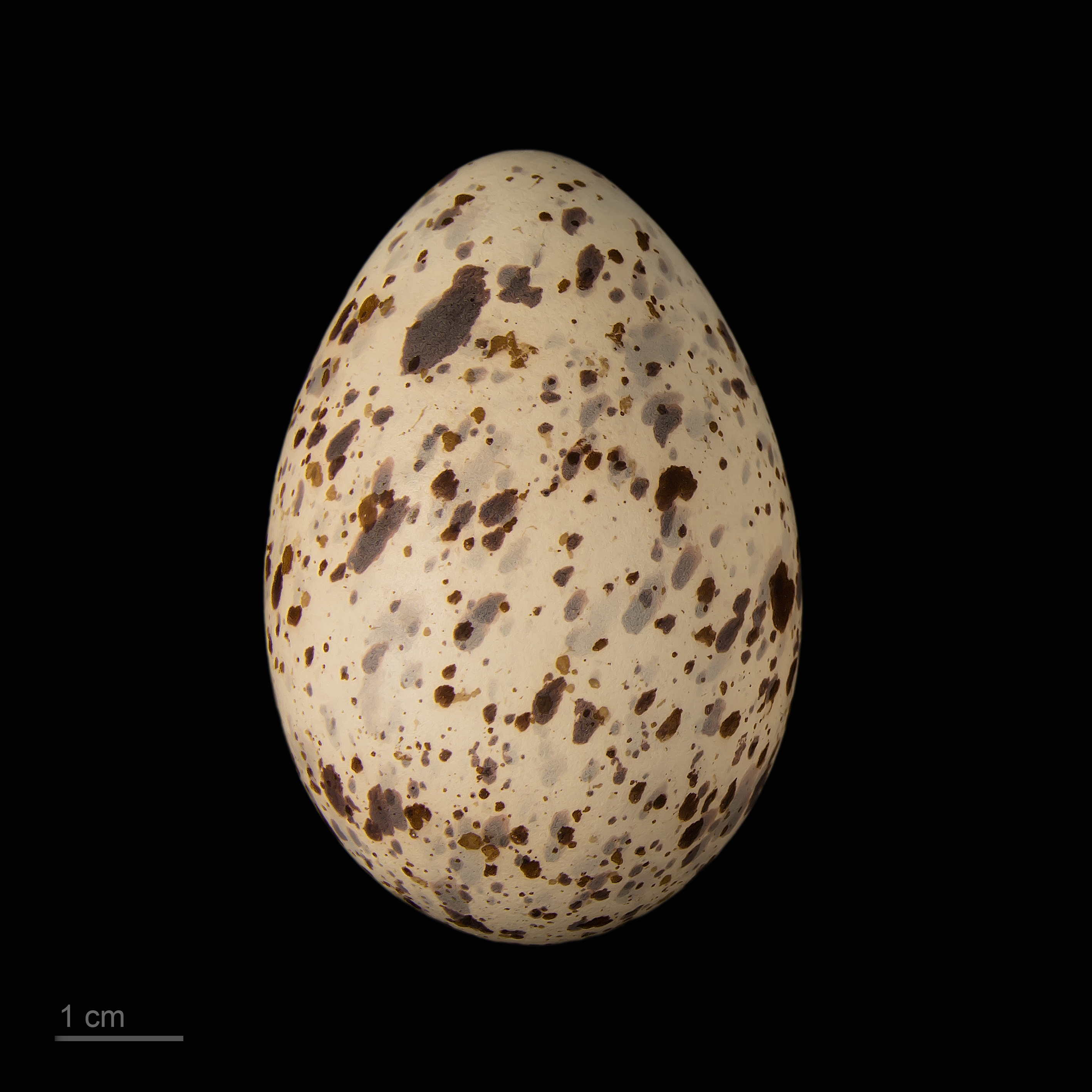
Ei

## Film
Im Film Rapa Nui – Rebellion im Paradies geht es u. a. darum, in einem archaischen Wettkampf ein Ei einer Rußseeschwalbe als erster von einer Felseninsel auf die Osterinsel zu bringen.